# De Havilland Gipsy Moth
Flytypen de Havilland Gipsy Moth (fulde navn: de Havilland DH.60G Gipsy Moth) er et to-sæders biplan til turistfart og uddannelse, som blev udviklet i 1920'erne af den britiske flyproducent de Havilland Aircraft Company.
Flytypen, der blev bygget i 688 stk., var en blandt flere i serien DH.60 Moth, der desuden tæller DH.60 Moth, DH.60G III Moth og Møl Major, DH.60M Moth, DH.60T Moth Trainer og DH.60X Moth.

## Flytypens motor
Modsat DH.60 Moth-seriens andre flytyper, har de Havilland Gipsy Moth ikke en Blackburn Cirrus-motor. I stedet blev den drevet af en britisk luftkølet 4-cylindret rækkemotor, der var designet af Frank Halford i 1927 og senere erstattet af motoren ADC Cirrus. Den endte med at blive en af de mest berømte flymotorer i mellemkrigsperioden og samtidig var den drivkraften for valget af motor i forskellige andre lette fly som f.eks. taxifly, britiske såvel som ikke-britiske, indtil 2. verdenskrig.

## Trivia
- Den engelske pilot og storvildtjæger Denys Finch Hatton, der var Karen Blixens nære ven og elsker, havde en de Havilland Gipsy Moth.
- To fly blev anvendt ved kortlægningen af Østgrønlands kyst under British Arctic Air Route Expedition i 1930-31.
- Bortset fra at de Havilland Gipsy Moth medvirkede til at etablere de Havilland Aircraft Company som en producent af lette fly, så har flytypen også etableret selskabet som en motorfabrikant.
- Den britiske kvindelige flyvepioner Amy Johnson fløj en de Havilland Gipsy Moth (kaldet: G-AAAH "Jason") fra London til Darwin (Australien) – en tur på samlet 17.700 km.

| Luftfart | Spire Denne artikel om flyvning er en spire som bør udbygges. Du er velkommen til at hjælpe Wikipedia ved at udvide den. |